# Vyšné Nemecké
Vyšné Nemecké – wieś (obec) na Słowacji położona w kraju koszyckim, w powiecie Sobrance. Pierwsze wzmianki o miejscowości pochodzą z 1372 roku.
Według danych z dnia 31 grudnia 2012 roku, wieś zamieszkiwało 245 osób, w tym 126 kobiet i 119 mężczyzn.
W 2001 roku rozkład populacji względem narodowości i przynależności etnicznej wyglądał następująco:
- Słowacy – 93,57%
- Czesi – 2,41%
- Rusini – 1,61%
- Ukraińcy – 2,01%

Ze względu na wyznawaną religię struktura mieszkańców kształtowała się w 2001 roku następująco:
- Katolicy rzymscy – 42,17%
- Grekokatolicy – 46,18%
- Ewangelicy – 2,01%
- Prawosławni – 2,01%
- Ateiści – 2,81%